# 氢经济

國際再生能源總署表示，氫能在化學生產、煉油、國際航運和鋼鐵製造等領域具有最高的減碳潛力。

氫經濟（英語：hydrogen economy）是一總稱，用來描述使用氫氣與低碳電力，共同發揮作用以減少溫室氣體排放的作為。目的是在暫且尚無法有更便宜、更節能的清潔解決方案情況下減少排放。在此背景下，氫經濟包括氫的生產及使用，以有助於逐步淘汰化石燃料和進行氣候變化緩解。
生產氫氣的方式有幾種。目前全球生產的絕大多數氫氣都是"灰氫（grey hydrogen）"- 將天然氣中的甲烷經過高溫蒸汽重整 (SMR) 製成。蒸氣重整過程所排放的溫室氣體佔2021年全球總量的1.8%。而低碳氫氣中的"藍氫（blue hydrogen）"是使用蒸氣重整法製成，但附設有碳捕集與封存（CCS）設施以消除排放，或是"綠氫（green hydrogen）" - 使用再生能源產生的電力將水電解而得，兩者目前所生產的氫氣在總產量中只有不到1%的佔比。每年全球生產的1億噸氫氣幾乎全部用於煉油（於2021年的佔比為43%）和工業（57%），後者主要用於製造氨（再製成化肥）和甲醇。（pp. 18, 22, 29）
人們普遍設想要緩解氣候變化，在未來的氫經濟中必須以低碳氫氣取代灰氫。而截至2024年，尚不清楚何時可生產足夠的低碳氫氣來逐步淘汰所有灰氫。氫氣於未來的最終用途可能是在重工業（例如與高溫工藝一起運作的電力、生產綠氨和有機化學品原料及在煉鋼方面取代焦炭）、長途運輸（例如航運、航空和較小規模的重型卡車）和長期儲能方面。氫氣在未來不大會應用在輕型車輛和建築物供暖等應用，主要是出於經濟和環境的考量。但氫氣在儲存、管道運輸和使用方面都具挑戰性 - 因為它具有甚易發生爆炸，有安全上的顧慮，且使用效率遠較直接使用電力為低。由於目前可用的低碳氫氣相對較少，可將其運用在較難脫碳的應用中，來最大限度提高氣候效益。
截至2023年，用到氫氣的幾種化學製程（例如製造化肥所需的氨氣）還沒真正的替代品。低碳和零碳氫氣的成本可能會影響其在化學原料、長途航空和航運以及長期能源儲存的使用程度。低碳和零碳氫氣的生產成本正在演化中。未來成本可能受到碳稅、能源地理和地緣政治因素、能源價格、技術及其原材料需求的影響。隨著時間，生產綠氫的成本可能會發生最大程度的降幅。

## 史上與當代理念

### 起源
英國出生的遺傳學家和進化生物學家約翰·伯頓·桑德森·霍爾丹於1923年提出使用氫氣作為主要儲能方式的概念。他預測英國用於發電的煤碳儲備即將枯竭，而提出建立風力發電機網絡的構想，所生產的電力用來電解水，產生氫氣和氧氣，實現長期儲存能量，以解决風能發電固有的間歇性問題。而"氫經濟"這個名詞是由化學教授約翰·博克里斯於1970年在通用汽車 (GM) 技術中心發表演講時提出。博克里斯認為在氫經濟中，以核能和太陽能發電產生的氫能作為能源載體，用在不適於電氣化的應用，有助於處理人們對化石燃料枯竭和環境污染日益增長的擔憂。
密西根大學建議採用氫經濟以處理使用碳氫化合物燃料的一些負面影響 - 碳（如二氧化碳、一氧化碳、未完全燃燒的碳氫化合物等）被釋放進入大氣。現代對氫經濟的興趣通常可追溯到密西根大學的勞倫斯·W·瓊斯教授於1970年發表的技術報告，他呼應博克里斯解決能源安全和環境挑戰的雙重理念。但瓊斯只關注使用核電作為電解用能源，且主要關注氫氣在運輸中的應用，首要是用於航空和重型貨物運輸，與霍爾丹和博克里斯兩人的著重點並不相同。

### 之後演進

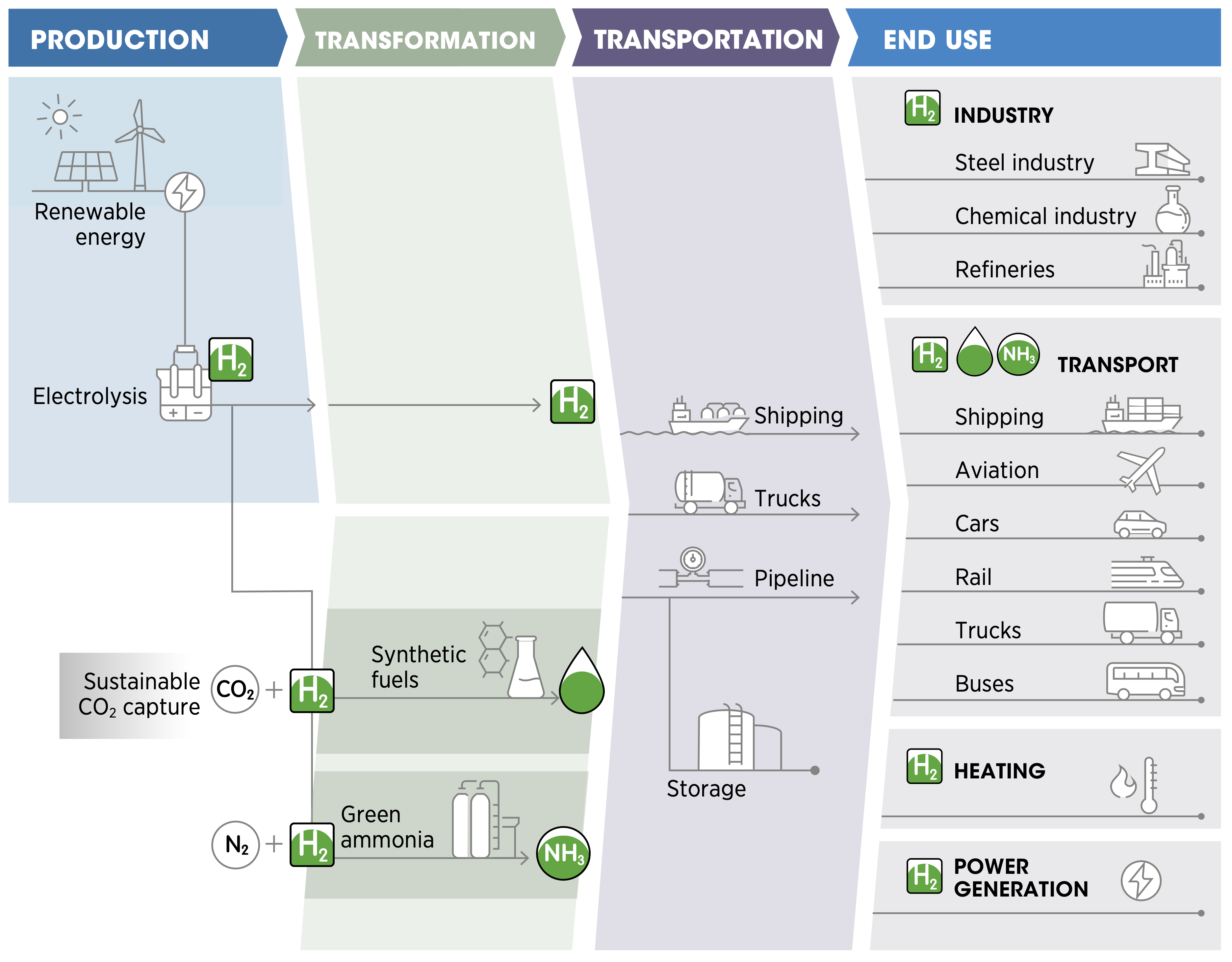
國際再生能源總署於2022年提出的綠氫價值鏈技術領導力機會。

於2000年代，由於對氫經濟概念的關注驟增，而被一些對能源替代技術批評者和支持者多次描述為炒作（參見書籍《對氫氣的炒作》），於此的投資者在經濟泡沫中曾蒙受損失。人們對這種能源載體的興趣在2010年代重新興起，特別是當氫能委員會（由92家領先的能源、運輸、工業和投資公司執行全球CEO領導的計劃）於2017年創立。幾家車廠已開始販售氫燃料電池汽車，其中豐田汽車、現代汽車等公司以及中國業界都計劃在未來十年將此類汽車的銷售數量大幅增加。
氫氣在全球汽車中的角色較先前的預期有縮小趨勢。截至2022年底，全球僅售出70,200輛氫動力汽車，而充電式電動車輛的銷量為2,600萬輛。
2020年代初期的氫經濟強調電力和氫氣的互補性，以及使用電解作為主要製氫工藝，與早期觀點雷同。擁護者將重點放在將全球升溫限制在1.5°C的必要性，並優先考慮將綠氫的生產、運輸和使用放在重工業（如與電力共同用於高溫製程、作為綠氨和有機化學的原料及替代煉鋼時所用的焦炭），長途運輸（例如航運、航空和較小程度上的重型卡車）以及長期儲存能源的用途。

## 目前氫氣市場
於2022年，全球氫氣產量價值超過1,550億美元，預計將以每年高於9%的成長率持續到到2030年。
於2021年，全球分子氫 (H2)的產量有9,400萬公噸。其中大約六分之一是石化產業生產流程中的副產品。大多數的氫氣由專用設施生產，其中99%以上從化石燃料中產出，主要透過天然氣蒸氣重整（70%）和煤氣化（30%，且幾乎全在中國生產）。只有低於1%的專用氫氣生產是低碳的：於化石燃料蒸氣重整中附設有CCS設施、透過電解生產綠氫以及透過生物質生產。全球於2021年生產氫氣過程所產生的二氧化碳排放量為9.15億噸，佔能源相關二氧化碳排放量的2.5%，佔全球溫室氣體排放量的1.8%。
目前市面上生產的氫氣幾乎全部用於煉油（2021年為4千萬噸）和工業用途（5.4千萬噸）。（pp. 18, 22）在煉油過程中，氫氣被用於一種稱為"加氫裂化反應"的程序，將重質石油原料轉化成更輕的餾分，以便用作燃料。工業用途主要用於製造合成肥料所用的氨（2021年為3.4千萬噸）、甲醇（1.5千萬噸）和直接還原鐵（又稱海綿鐵，5百萬噸）。（p. 29）

## 生產
本節摘自氫氣生產。
生產氫氣有幾種工業法可用。目前世界上幾乎所有的氫氣供應均由化石燃料產出。:1在此過程中，高溫蒸氣和天然氣的主要成分 - 甲烷 - 之間發生化學反應而產生氫氣。利用此過程生產一噸氫氣會排放6.6–9.3噸二氧化碳。如果在過程中利用CCS技術，將大部分碳排放清除時，所得的氫氣即稱為藍氫。
經由再生電力將水電解，所生產的氫氣稱為綠氫。較少數的定義會將來自其他低排放來源（例如生物質）的氫氣也納入綠氫範疇。目前生產綠氫的成本比生產灰氫更高，前者的能量轉換效率本來就低。其他氫氣生產方法包括生物質氣化、甲烷熱裂解和開採埋藏於地下的天然氫氣。
截至2023年，不到1%的專用氫氣生產是來自低碳工藝，即藍氫、綠氫和生物質所產的氫。

## 用途

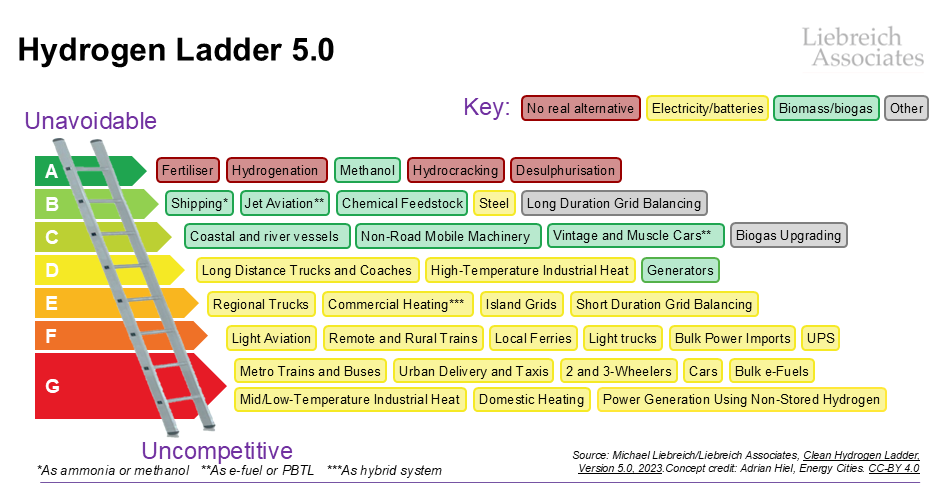
一些預期氫氣的中期用途，但分析師之間意見不一。

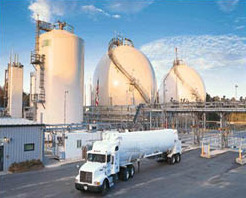
使用氫燃料，需要開發專門的加工、運輸和儲存基礎設施。

氫氣可透過兩種不同的方式用作燃料：用於燃料電池中產生電力，以及透過燃燒產生熱量。當燃料電池消耗氫氣時，唯一的排放物是水氣。燃燒氫氣時會排放有害的氮氧化物。

### 工業
在限制全球暖化的背景下，低碳氫氣（特別是綠氫）很有可能在脫碳產業中發揮重要作用。氫燃料可產生鋼鐵、水泥、玻璃和化學品工業過程所需的高熱，與其他技術（例如煉鋼電弧爐）共同促進工業脫碳。但氫氣可在氨和有機化學品的清潔生產方面發揮更大的作用。
使用低碳氫氣來減少溫室氣體排放的必要性有可能重塑工業活動的地理格局，因為具有適當氫氣生產潛力的地點將以新的方式與物流基礎設施、原材料可用性、人力和技術資本相互作用。

### 交通運輸
對氫經濟概念的大部分興趣都集中在氫能載具，特別是飛機上。氫能載具產生的區域性空氣污染明顯少於傳統車輛。到2050年，交通運輸的能源需求可能有20%至30%由氫氣和合成燃料提供。
使用氨和甲醇等氫衍生合成燃料（如綠氨及綠甲醇）以及燃料電池技術於交通運輸，可能會在航運、航空以及較小程度的重型卡車中發揮最大的應用。氫已在燃料電池公車中使用多年。它也用作太空飛行器推進的燃料。
在國際能源署（IEA）提出的2022年淨零排放情境 (NZE) 中，預計到2050年，氫氣將佔鐵路能源需求的2%，而屆時90%的鐵路旅行預計均將電氣化（目前為45%）。氫在鐵路運輸中的作用可能會集中在電氣化困難，或成本高昂的線路上。 NZE預計到2050年，氫氣能滿足重型卡車能源需求的約30%，主要用於長途重型貨運（電池動力約佔60%）。
氫氣可作為經改裝後內燃機的燃料，但燃料電池經由電化學產生電力，比熱力機具更有效率優勢。而燃料電池的生產成本比一般內燃機更高，也比內燃機需要更高純度的氫燃料。
截至2022年底，全球在輕型道路車輛領域（包括乘用車在內）已售出70,200輛燃料電池電動車，而充電式電動車輛為2,600萬輛。隨著電動車以及相關電池技術和基礎設施迅速崛起，氫氣在汽車中的作用相對上已很微小。

### 平衡能源系統與儲能
來自水電解的綠氫有可能解決再生能源所具間歇性的問題。生產綠氫既可充分利用超額生產再生電力的問題，又可以能源載體的形式長期儲存，以在再生電力低產量期間用於發電。

### 氨
能替代氣態氫作為能源載體的是氨（將氫與空氣中的氮結合而成）。氨容易液化、運輸和（直接或間接）作為清潔燃料。但氨的缺點有毒性高、將氮氣（N2）和氫氣（H2）合成為氨氣（NH3）的能源效率低下，以及將NH3轉化為N2時，並未分解的微量NH3會導致質子交換膜燃料電池中毒（導致電池性能下降及電池壽命縮短）。

### 建築物
天然氣供應鏈中的許多行業團體（天然氣網路、燃氣鍋爐製造商）正推廣用於空間和水加熱的燃氫鍋爐，以及用於烹飪的爐具，以減少住宅和商業建築中的二氧化碳排放。其主張是目前天然氣的最終用戶可等待現有天然氣管道轉換為適於輸送氫氣，消費者不需做任何事，僅更換加熱用具和爐具即可。
對32項非關商業利益的氫氣用於建築物供暖的研究所進行的審查，結果發現與區域供暖網絡、電氣化供暖（主要是透過熱泵）和烹飪、使用太陽能熱水器、廢熱以及安裝節能措施以降低供暖需求相比，氫氣在經濟性和氣候效益方面通常都遠不如這些方法。由於生產氫氣效率低下，使用藍氫取代天然氣供暖可能需用到三倍的甲烷，而使用綠氫則需用到兩到三倍熱泵所需的電力。將熱泵與氫氣鍋爐結合，可在住宅供暖領域發揮作用，不然升級輸電網路以滿足高峰電力需求的成本將會很高。
雖然氫氣的利基作用在特定環境和地區可能適合，但廣泛使用氫為建築物供暖將帶來更高的能源成本、更高的供暖成本和更高的環境影響。如果在建築物中部署及使用氫氣，會把工業和交通運輸中本來已取得不易，可供脫碳應用的氫氣成本提高。

### 生物合成天然氣
截至2019年，雖然在技術上可透過薩巴捷反應從生物能源中的氫氣和二氧化碳生產合成天然氣（bio-SNG），並配屬碳補集與封存設備（兩者聯合簡稱BECCS），但會受可用的永續生物能源數量的限制，任何生物合成天然氣的產量大約僅足以供生產航空生物燃料之用。

## 安全性

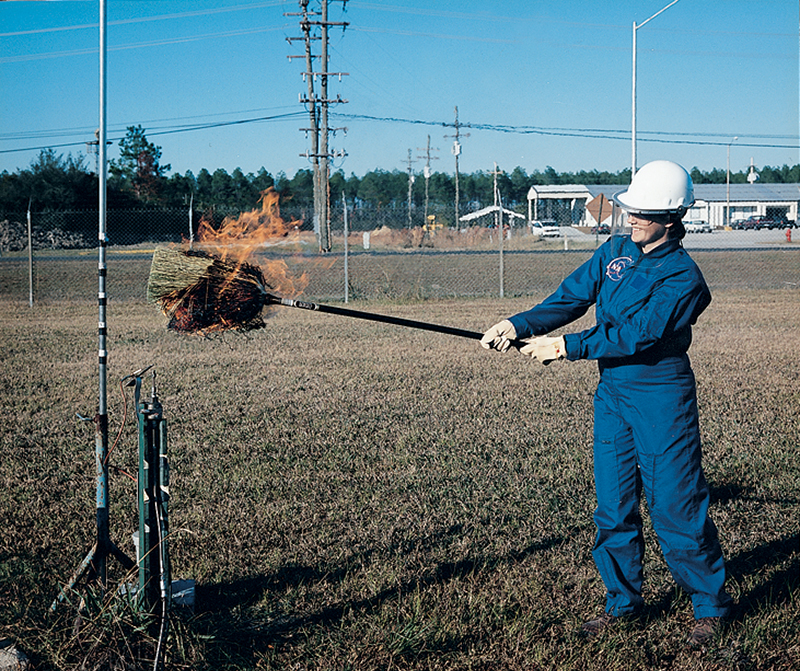
一名NASA工程師用玉米穗掃帚掃過一區域的方式以找出氫氣火焰所在。氫氣燃燒產生的火焰幾乎難以目視察覺。

氫氣對人類具有許多安全上的風險 - 與空氣混合時可能會發生爆炸和火災、吸入純氫會導致窒息、液態氫是一種低溫液體，具有與極度寒冷的液體相關的危險（例如凍傷），及氫氣會渗入許多金属中，除可能發生洩漏之外，還會造成氫脆等問題，導致裂縫發生與爆炸。
氫氣即使與普通空氣少量混合也極易燃燒。氫氣和空氣的體積比在低至4%的混合就可能發生點燃。此外，氫氣燃燒的火焰雖然温度極高，但幾乎難以肉眼察覺，因此容易造成意外燒傷。

## 氫氣基礎設施
本節摘自氫氣基礎設施。
氫氣基礎設施包含有氫氣輸送管道、氫氣生產場址和用於分配以及銷售氫燃料的加氫站，這些是能成功導入氫經濟的先決條件。

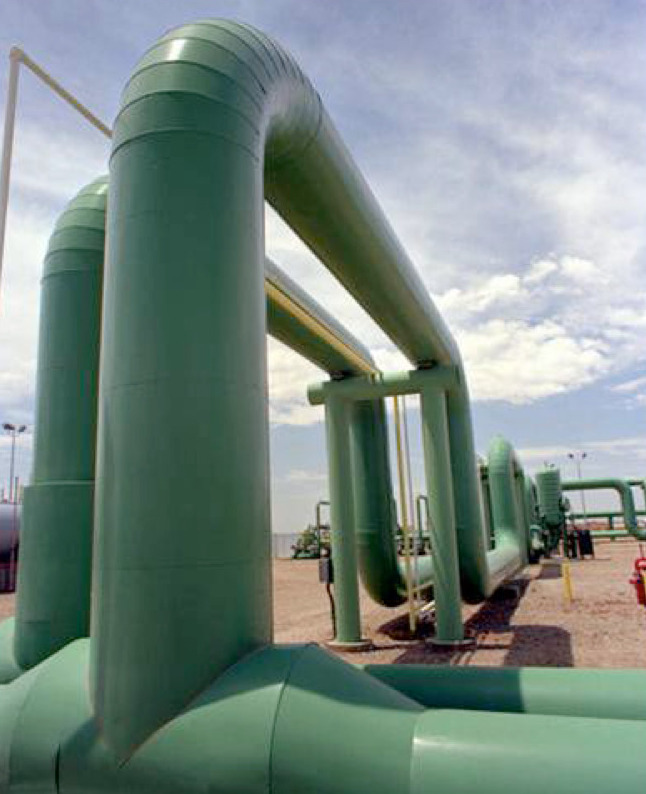
輸送氫氣的管線

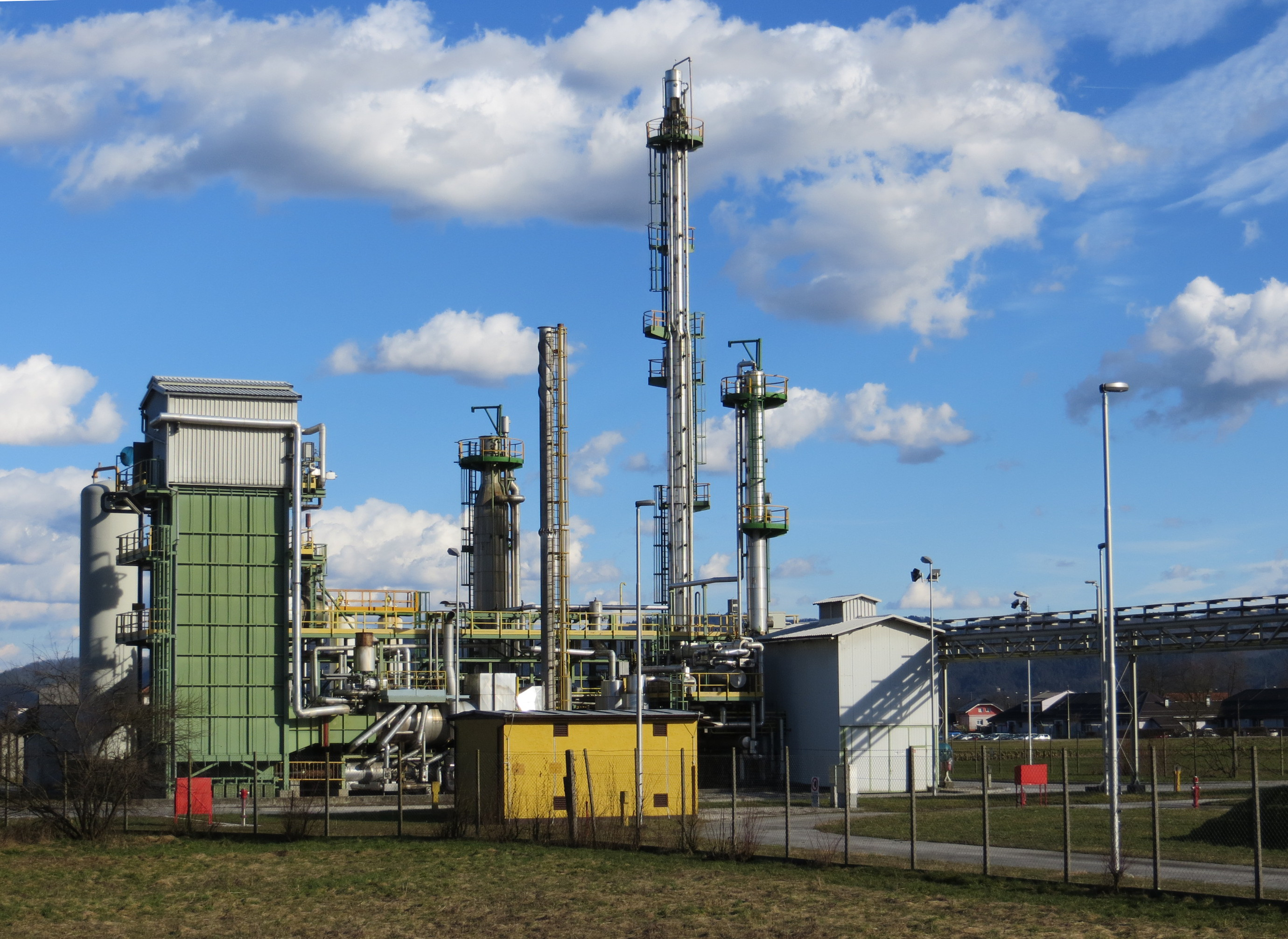
一間位於斯洛維尼亞，以蒸氣重整法由天然氣中萃取氫氣，名為Belinka Perkemija的工廠（2015年）。

氫氣基礎設施主要由工業氫氣輸送管道和加氫站組成。未連結氫氣輸送管的加氫站將透過氫氣罐、壓縮氫氣管式拖車、液氫拖車、液氫罐車或現場專用生產設備取得供應。
管道是長距離運輸氫氣最便宜的方式。在大型煉油廠中必然有氫氣管道存在，氫氣被用於裂解原油，成為燃料。 IEA建議利用現有工業港口進行氫氣生產，利用現有天然氣管道進行輸送，以及進行國際合作和運輸。
截至2019年，缺乏國際性電網連結的韓國和日本正進行氫經濟投資。日本福島氫能研究廠於2020年3月啟用，號稱是全球最大的氫氣生產設施。整個廠地大部分佈滿太陽能光電面板陣列，所生產的電力，加上來自電網的電力，用於電解水來生產氫燃料。

### 儲存
本節摘錄自儲氫。

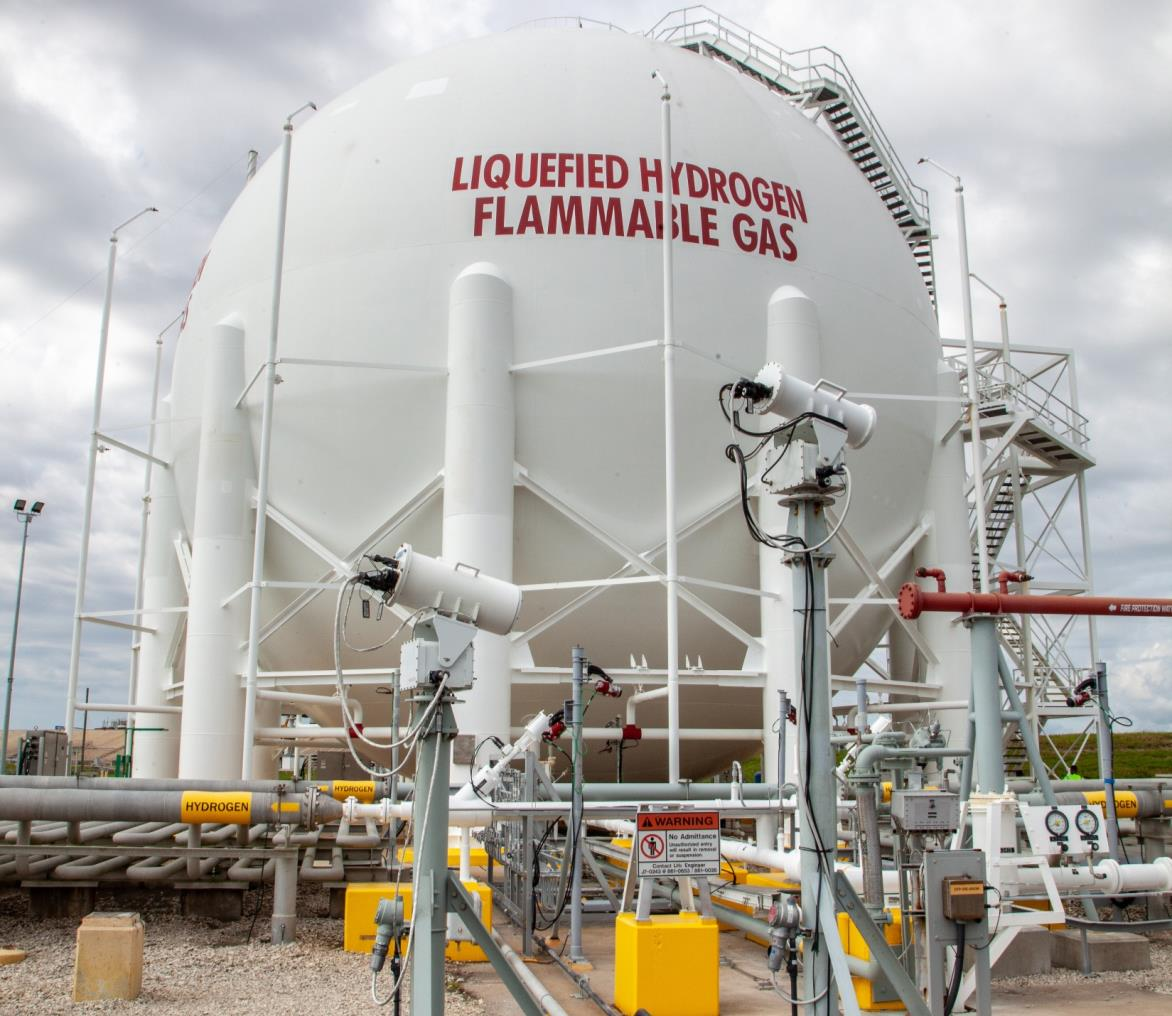
一座NASA甘迺迪太空中心的液態氫氣儲存槽。

儲存氫氣的方法有幾種 - 包括機械式，例如使用高壓和低溫，或製成依需要再釋放氫氣的化合物。雖然有不同行業生產大量氫氣，但大部分均供現場使用，特別是用於氨的合成。氫氣多年來一直以壓縮氣體或低溫液體的形式儲存，並利用鋼瓶、管道和低溫儲罐運輸，用於工業，或作為太空火箭的推進劑。由於氫氣的沸點非常低（約為−252.882°C或−423.188°F）。要達到如此的低溫需要使用大量能量。
分子氫（H2）在質量上具有非常高的能量密度（部分原因是其莫耳質量低），但成為環境條件下的氣體時，其體積能量密度變得非常低。如果要將純氫作車輛燃料使用，則必須以能量密集的形式儲存，才能行使足夠的里程。由於氫是最小的分子，因此很容易從容器中逸出。將氫氣的洩漏、運輸和生產成本列入考慮，其全球暖化潛勢 (簡稱GWP) 為11.6。而甲烷的GWP為34。

## 成本
要更廣泛使用氫氣，需要在其生產、儲存、分配和使用方面進行投資。氫成本的估算因而變得很複雜，需要對能源投入成本（通常是天然氣和電力）、生產工廠和方法（例如綠氫或藍氫）、所使用的技術（例如鹼性水電解或質子交換膜電解） 、儲存和分配方法以及不同的成本要素如何隨時間變化進行假設。（pp. 49–65）下表顯示灰氫、藍氫和綠氫平均化成本的的估計值，以每公斤氫氣美元表示（其中數據以其他貨幣或單位提供時，則使用給定年份的美元平均匯率），假設1公斤氫氣的熱值為33.3千瓦時（kWh））。
| 生產方式                              | 註記                                                               | 目前成本 (2020年–2022年) | 預計2030年成本 | 預計2050年成本 |
| 灰氫 (未包含碳稅)                     |                                                                    |                          |                |                |
| 國際能源署提供                        | 2022年6月估計的成本（俄羅斯入侵烏克蘭導致天然氣價格飆升）          | 2021: 1.0–2.5            | –              | –              |
| 國際能源署提供                        | 2022年6月估計的成本（俄羅斯入侵烏克蘭導致天然氣價格飆升）          | 2022: 4.8–7.8            | –              | –              |
| 普華永道提供                          |                                                                    | 2021: 1.2–2.4            |                |                |
| 藍氫                                  |                                                                    |                          |                |                |
| 國際能源署提供                        | 2022年6月（俄羅斯入侵烏克蘭導致天然氣價格飆升）估計的成本          | 2021: 1.5–3.0            | –              | –              |
| 國際能源署提供                        | 2022年6月（俄羅斯入侵烏克蘭導致天然氣價格飆升）估計的成本          | 2022: 5.3–8.6            | –              | –              |
| 英國能源安全及淨零部 提供             | 幅度受天然氣價格影響                                               | 2020: 1.6–2.7            | 1.6–2.7        | 1.6–2.8        |
| 美國顧問公司GEP Worldwide提供         |                                                                    | 2022: 2.8–3.5            | -              | -              |
| 國際智囊團能源轉型委員會提供（p. 28） |                                                                    | 2020: 1.5–2.4            | 1.3–2.3        | 1.4–2.2        |
| 綠氫                                  |                                                                    |                          |                |                |
| 國際能源署提供                        | 對2030年及2050年的估計，把在條件良好地區建設太陽能發電廠的假設列入 | 2021: 4.0–9.0            | <1.5           | <1.0           |
| 國際能源署提供                        | 對2030年及2050年的估計，把在條件良好地區建設太陽能發電廠的假設列入 | 2022: 3.0-4.3            | <1.5           | <1.0           |
| 英國政府提供                          | 使用電網電力（適用於英國），幅度取決於電價、電解技術和成本。       | 2020: 4.9–7.9            | 4.4–6.6        | 4.0–6.3        |
| 英國政府提供                          | 利用閒置可再生電力（適用於英國），幅度取決於電解技術和成本。       | 2020: 2.4–7.9            | 1.7–5.6        | 1.5–4.6        |
| 國際再生能源總署（IRENA）提供         |                                                                    | 2020: 2.2–5.2            | 1.4–4.1        | 1.1–3.4        |
| GEP Worldwide                         | 資料來源指出從2010年起，綠氫生產成本已下降60%                      | 2022: 3.0–6.0            |                |                |
| 投資銀行Lazard提供                    |                                                                    | 2022: 2.8–5.3            |                |                |
| 普華永道提供                          |                                                                    | 2021: 3.5–9.5            | 1.8–4.8        | 1.2–2.4        |
| 能源轉型委員會提供（p. 28）           |                                                                    | 2020: 2.6–3.6            | 1.0–1.7        | 0.7–1.2        |

商業上可行的氫氣生產，估算的成本幅度廣闊，截至2022年，在不徵收碳稅的情況下，生產灰氫最為便宜，其次是藍氫，接下來是綠氫。預計到2050年，藍氫的生產成本不會大幅下降，（p. 28）而會隨天然氣價格波動，並可能因使用CCS仍無法完全消除產生的碳而被徵收碳稅。（p. 79）從2010年到2022年期間電解設備的成本下降60%，之後由於資本成本增加而略有上升。預計成本到2030年和2050年還會大幅下降，（p. 26）隨著再生能源發電成本下降，綠氫成本也跟著下降。（p. 28）最便宜的是利用超額生產的再生電力（若不加以利用，可能必須限制發電），此情況對於能配合低功率和間歇式電源的電解槽營運有利。（p. 5）
高盛集團公司於2022年發表的一項分析報告，預計全球到2030年生產綠氫將可達到與灰氫相同的成本，如果對灰氫徵收全球碳稅，前述生產綠氫降低成本的時間會更為提前。就單位能源成本而言，藍氫和灰氫的成本始終高於其使用的化石燃料，而綠氫的成本始終高於製造它的再生電力成本。
美國和歐盟對生產清潔氫氣的補貼遠高於印度的。

## 幾個選定國家的近期情況

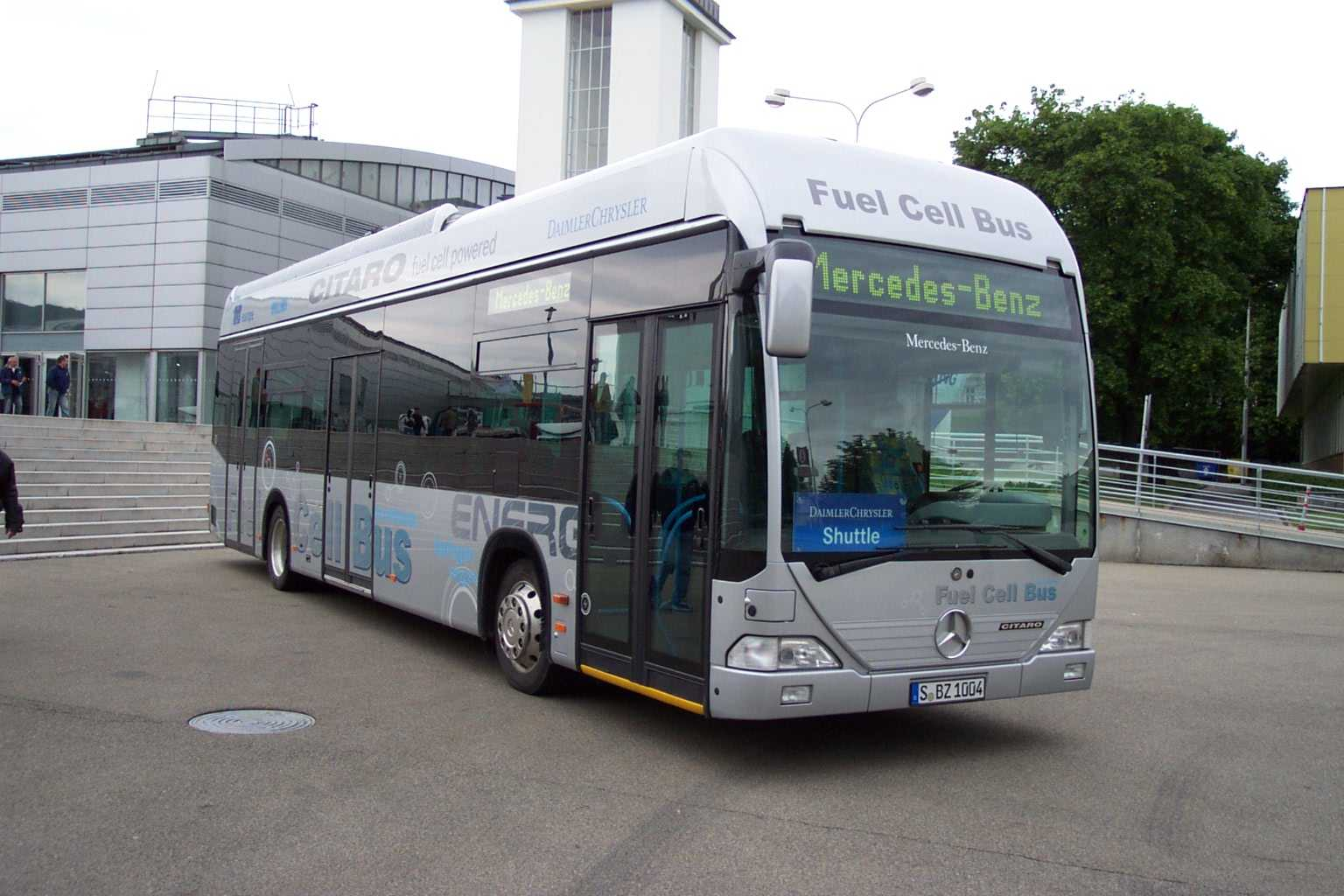
一輛於捷克布爾諾運行的梅賽德斯-賓士Citaro巴士，巴士動力由氫燃料電池提供。

世界各地正在測試用於運輸的氫氣，特別是在美國（加利福尼亞州、馬薩諸塞州）、加拿大、日本、歐盟（葡萄牙、挪威、丹麥、德國）和冰島。
衡量一個國家是否擁有大型天然氣基礎設施，並可供公民使用的一個指標是該國擁有以天然氣為燃料的汽車數量。擁有此類天然氣汽車數量最多的國家是（依數量順序排列）：伊朗、中國、巴基斯坦、阿根廷、印度、巴西、義大利、哥倫比亞、泰國、烏茲別克、玻利維亞、亞美尼亞、孟加拉國、埃及、秘魯，烏克蘭，美國。以天然氣為燃料的汽車也可以改裝使用氫氣。
此外，有少數私人住宅中會裝置微型熱電聯產設備，可使用氫氣、天然氣或是液化石油氣等來運作。

### 澳大利亞
西澳大利亞州規劃和基礎設施部運作三輛梅賽德斯-賓士Citaro燃料電池公車，是珀斯永續運輸能源燃料電池公車試驗的一部分。該試驗於2004年9月開始，並於2007年9月結束。氫氣是煉油廠工業製程的副產品。這些巴士在珀斯北部郊區名為馬拉加（Malaga）的一個車站加氣。
昆士蘭州州長白樂琪和企業家安德魯·佛里斯特於2021年宣佈昆士蘭州將建造一座世界上最大的氫氣工廠。
澳洲再生能源署 (ARENA) 已對28個氫項目投資5,500萬澳元，包含早期研發、早期試驗和部署計畫。該國能源和排放部長安格斯·泰勒（Angus Taylor） 在2021年低排放技術聲明中宣稱該機構的既定目標是以每公斤2美元的價格以電解方式生產氫氣。

### 中國
根據總部位於華盛頓哥倫比亞特區的智庫 - 戰略與國際研究中心於2022年2月發表的評論，其中重點：
- 中國尚未制定國家氫能發展戰略，但各省政府和商業企業已啟動氫能項目，以支持燃料電池汽車（FCV）的部署和生產再生氫能。[97]
- 中國已是全球最大的氫氣生產國（主要來自化石燃料）[98]和第三大燃料電池汽車市場。
- 中國巨大的再生能源發電能力可支持再生氫能的快速擴展。
- 該國於再生氫能生產的巨大潛力和龐大的能源消費格局可能表示中國既不會成為氫氣出口國，也不會成為氫氣進口國。
- 運輸部門，尤其是卡車和巴士，可能仍將是中國氫能應用的重點，但氫能在工業部門的應用似乎正在興起。

中國從2010年起的氫氣產量每年增長6.8%，到2020年已達到3,300萬噸。該國於2022年冬季奧林匹克運動會活動中部署多達1,000輛由國產氫燃料電池驅動的巴士，展現其已具有成熟的技術能力。

### 歐盟
歐盟國家中已擁有較大型天然氣管道系統的國家有比利時、德國、法國和荷蘭，有可能用於氫氣輸送。歐盟於2020年成立歐洲清潔氫聯盟（ECHA）。

#### 法國
綠氫逐漸在法國變得普遍。 該國於2019年制定一金額1.5億歐元的綠氫計劃，以建立所需的基礎設施，提供巴士和火車等交通系統所需的燃料。 名為Corridor H2的計畫是一項類似倡議，將在奧克西塔尼亞地區，沿著地中海和北海之間的路線建立氫氣配送設施網路。 Corridor H2計畫將從歐洲投資銀行獲得4,000萬歐元貸款。

#### 德國
德國汽車製造商BMW已花費多年時間致力於氫氣使用的研究。
德國政府於2020年發佈國家氫能策略，並於2023年7月予以更新，以推動氫能技術的發展和應用，實現氣候目標。策略包括的內容有：擴大國內綠氫生產、投資氫氣基礎設施及促進氫氣應用。策略還強調國際合作的重要性。德國政府認為建立全球氫能市場對於實現全球氣候目標非常重要。德國將為此積極參與國際氫能合作，並推動氫能技術和標準的全球化。
根據一份發佈於2024年2月19日的報導，德國政府的計畫是預定把氫氣為燃料的發電廠作為即將關閉的燃煤發電廠的替代品，以及對間歇性再生能源的補充之用（最有可能協助平衡再生能源發電量的長期波動問題）。這與德國政府更宏大的氫能願景一致。目前正計劃到2032年建成10,000公里的氫氣管道網絡，並在2024年至2027年期間投入高達200億歐元以發展氫能產業。所提的計畫經需經過德國國會的協商，以及歐盟執行委員會的核准。

#### 冰島
冰島承諾到2050年成為世界上第一個氫經濟體。冰島處於獨特的地位，該國的汽車及漁船船隊仰賴進口的石油作為燃料。該國擁有豐富的地熱能資源，以至於當地的電價實際上低於發電用的碳氫化合物的價格。
冰島已經將其剩餘電力轉為出口商品和碳氫化合物替代品。 該國於2002年利用電解生產氫氣2,000噸，主要用於生產製作化肥的氨。氨的成本中，有90%是能源成本。
該國首都雷克雅維克擁有一支使用壓縮氫氣運行的小型城市公車試點車隊，並且正進行利用氫氣為該國漁船隊提供動力的研究（例如由冰島新能源公司進行）。出於符合符合實際的目的，冰島並不打算完全取代石油燃料。

### 波蘭
波蘭自2021年即開始逐步建立氫氣加氣站。

### 印度
據說印度採用氫氣和氫氣增強壓縮天然氣的原因有幾個，其中之一是推廣全國天然氣網路工作已經開始，且天然氣已經成為主要的汽車燃料。此外，印度城市地區有嚴重空氣污染問題。估計印度的氫氣在成本下降和新生產技術的推動下，將有近80%生產的氫氣會是綠氫。
然而該國目前在氫能方面僅處於研究、開發和示範階段。加氫站的數量仍很少，但預計數目很快就會增加。

### 沙烏地阿拉伯
於2017年在該國西北角啟動的新未來城計畫中將完全使用再生能源，其中包含自2025年開始每年將生產約120萬噸的綠氨。

### 土耳其
土耳其能源和自然資源部與聯合國工業發展組織於2004年在伊斯坦堡創建國際氫能技術中心（UNIDO-ICHET），此組織僅運作至2012年。該國能源和自然資源部於2023年部發佈有氫能技術策略和發展路線圖。

### 英國
根據畢馬威（以會計業務為中心的大型國際專業服務集團）發佈的研究報告，到2021年，包括澳大利亞、智利、芬蘭、德國、挪威、葡萄牙和西班牙等10個國家已經制定氫戰略。英國也於2021年發佈氫戰略，時任商業、能源及工業部大臣Kwasi Kwarteng表示："到2030年，氫可在化學品、煉油廠、電力和航運等重型運輸等污染性能源密集產業方面發揮重要脫碳作用。英國這項策略設定到2030年將實現5百萬瓦低碳氫化合物產能的企圖 - 相當於每年可取代天然氣為約300萬個英國家庭提供電力。"

### 美國
美國國內的幾家汽車公司（例如通用汽車和豐田汽車）已經開發使用氫的汽車。然而截至2020年2月僅加利福尼亞州部分地區擁有，多數地區的氫基礎設施尚未開發。國家可再生能源實驗室與Xcel Energy公司合作，於2007年在科羅拉多州建立一設施，利用風力發電廠生產的電力電解水，以生產氫氣。於2024年，德克薩斯州已建立五個加氣站樞紐，以提供使用氫氣為燃料的重型卡車使用。由氫能開發公司綠氫國際 (Green Hydrogen International, GHI) 於德克薩斯州，使用太陽能與風能生產的電力製造綠氫的生產設施（稱為氫城（Hydrogen City）），首期工程將於於2026年投產。
美國非營利組織燃料電池與氫能協會擬定的路線圖，強調氫氣是種具有多功能性的再生能源系統，既是可運輸、儲存的能源載體，也是運輸部門的燃料、建築物供暖以及工業供熱和原料的來源。"透過採取正確的行動，可以強化美國在能源領域的領導地位，並藉由在2030年創造1,400億美元年收入和70萬個工作機會，以及在2050年創造7,500億美元年收入和340萬個工作機會，來強化我國的經濟。"此外，燃料電池與氫能協會（FCHEA）主席莫瑞·馬可維茲（Morry Markowitz）表示，"如果現在採取正確的行動，建立具競爭力的氫能產業，可在2050年滿足全國14%的能源需求。"

### 資料來源
- (PDF). UK Committee on Climate Change. 2018  [2024-08-13]. （原始内容存档 (PDF)于2024-07-15）.

- . International Energy Agency. 2019  [2024-08-13]. （原始内容存档于2019-12-12）.

## 外部連結
- International Partnership for the Hydrogen Economy （页面存档备份，存于）
- Hydrogen （页面存档备份，存于）. International Energy Agency. 2022
- European Hydrogen Association （页面存档备份，存于）
- Online calculator for green hydrogen production and transport costs （页面存档备份，存于）